# 나카샤리역
나카샤리역(일본어: 中斜里駅)은 일본 홋카이도 샤리 군 샤리정에 위치한 홋카이도 여객철도 센모 본선의 철도역이다. 역 번호는 B71이며, 단선 승강장 1면 1선의 구조를 갖춘 지상역이다.

## 역 주변
- 닛폰 통운 기타미 지점 샤리 영업지점
- 호쿠렌 나카샤리 제당 공장

## 역사
- 1929년 11월 14일 : 일본국유철도의 사루마가와역으로서 개업. 일반역.
- 1950년 9월 10일 : 나카샤리역으로 개칭.
- 1958년 9월 30일 : 호쿠렌 나카샤리 제당 공장 준공. 전용선 2782m 사용 개시.
- 1984년 2월 1일 : 하물의 취급을 폐지.
- 1986년 11월 1일 : 전용선 발착을 제외한 차급 화물의 취급을 폐지.
- 1987년 4월 1일 : 일본국유철도 분할 민영화에 의해, 홋카이도 여객철도가 승계.
- 1988년 3월 13일 : 전용선 발착 컨테이너 화물의 취급을 개시.
- 1997년
  - 3월 22일 : 화물 열차의 설정이 없기 때문에, 트렁크 수송으로 변경.
  - 4월 1일 : 무인역화.
- 2002년 4월 1일 : 센모 본선의 제2종 철도 사업 폐지에 의해, JR 화물 나카샤리 역 폐지. 나카샤리 컨테이너 센터가 설치되었다.
- 2006년 4월 1일 : 나카샤리 컨테이너 센터를 나카샤리 오프레일 스테이션으로 개칭.

## 인접 역
| 홋카이도 여객철도 센모 본선     | 홋카이도 여객철도 센모 본선 | 홋카이도 여객철도 센모 본선       |
| ------------------------------- | --------------------------- | --------------------------------- |
| B 72 시레토코샤리 아바시리 방면 | ■ 센모 본선                 | 기요사토초 B 69 히가시쿠시로 방면 |